# Salcanobrücke
Die Salcanobrücke (slowenisch Solkanski most) ist eine Eisenbahnbrücke im Zuge der Wocheiner Bahn (Jesenice–Triest) in Slowenien. Sie gilt als größte gemauerte Eisenbahn-Bogenbrücke der Welt.

## Geschichte

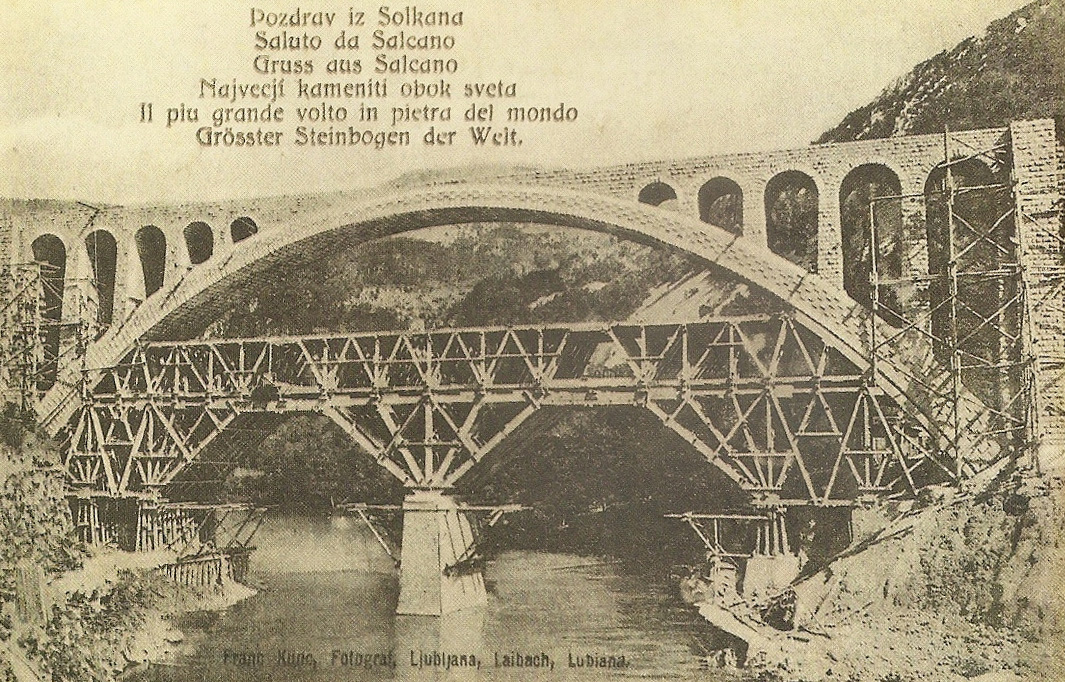
Die Brücke während des Baus

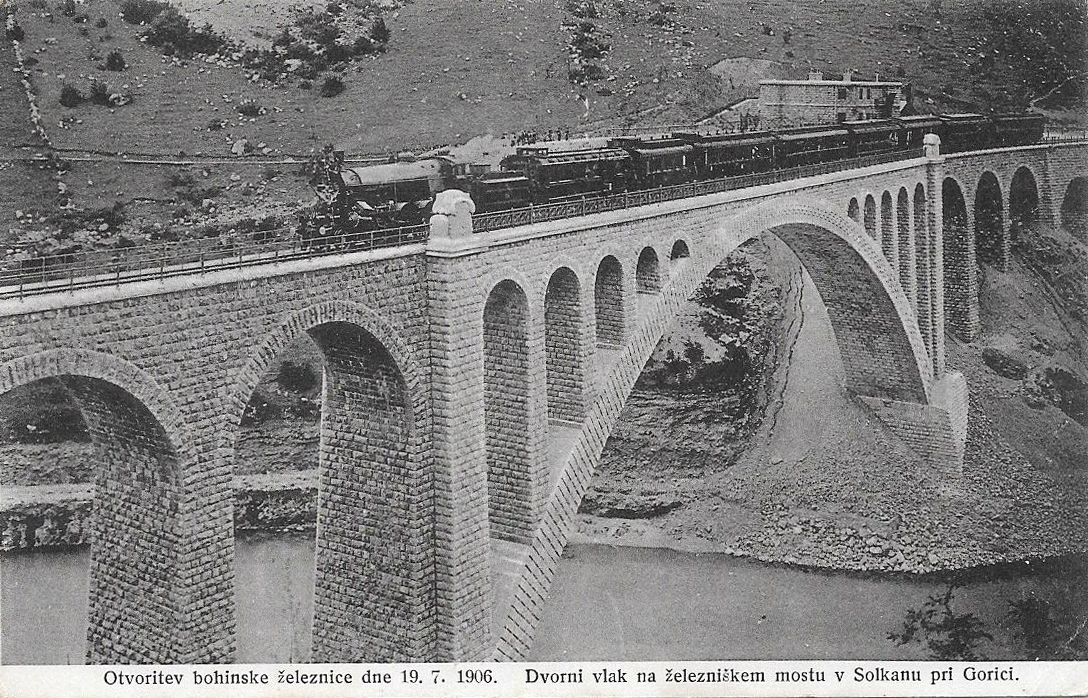
Der Eröffnungszug passiert die Brücke

Die Brücke ist Teil der am Beginn des 20. Jahrhunderts vom k.k. Eisenbahnministerium in Wien komplett neu erbauten und insgesamt 1908 fertiggestellten Bahnverbindung (Salzburg–)Tauernbahn–Villach–Aßling–Triest, die damals zusammenfassend Neue Alpenbahnen bezeichnet wurde. Errichtet wurde das Bauvorhaben in drei Teilen, der Tauernbahn, der Karawankenbahn und der Wocheiner Bahn; die Planungen wurden von Ingenieuren des Ministeriums durchgeführt. Die Bahn sollte den süddeutschen, den westösterreichischen und den südböhmischen Raum wesentlich besser als zuvor mit Triest und dem Hafen Triest (dem Haupthandelshafen Altösterreichs) verbinden.
Planung und Bauleitung der Salcanobrücke hatte Leopold Oerley inne. Zur Zeit ihrer Errichtung war sie die „gegenwärtig größte gewölbte Eisenbahnbrücke der Welt“. Zum Baustoff der Brücke vermeldet die zeitgenössische Quelle, die Techniker seien (nach vielen Eisenbrücken) auch für Tragkonstruktionen wieder zum Stein zurückgekehrt. Er sei meist direkt an der Baustelle oder in der Nähe in dauerhafter und verlässlicher Qualität zu haben und überdies billig. Man sieht daher längs der Bahn viele Bruchstellen mit dem Abbau des Gesteins, die in ihrer charakteristischen Kalkhelle insbesondere im Karstgebiete blendend in den Sonnenstrahlen leuchten.
4533 behauene Steine, die aus den Kalksteinbrüchen von Nabresina (heute: Aurisina; ca. 15 Kilometer nordwestlich von Triest, im Karst) kamen, wurden in nur 18 Tagen zum Gewölbebogen aufgemauert. Der Schlussstein wurde am 1. Juli 1905 eingefügt. Mitte August war das Holzgerüst entfernt und sie hatte sich durch die Eigenlast nur um 6 mm gesenkt.
In der zeitgenössischen Beschreibung wird sie als „schönstes Brückengebilde der Bahn“ über den „smaragdgrünen Isonzo“ bezeichnet. Aus Richtung Jesenice befinden sich vor der Brücke fünf Tunnel und ein 163 m langer Viadukt, nach der Brücke führt die Trasse nach Görz weiter.
Die Eröffnung der Wocheiner Bahn fand am 19. Juli 1906 in Anwesenheit von Erzherzog Thronfolger Franz Ferdinand von Österreich-Este und k.k. Eisenbahnminister Julius Derschatta von Standhalt (1852–1924) statt, wobei die gesamte Wocheinerbahn bis Triest per Hofzug befahren wurde.

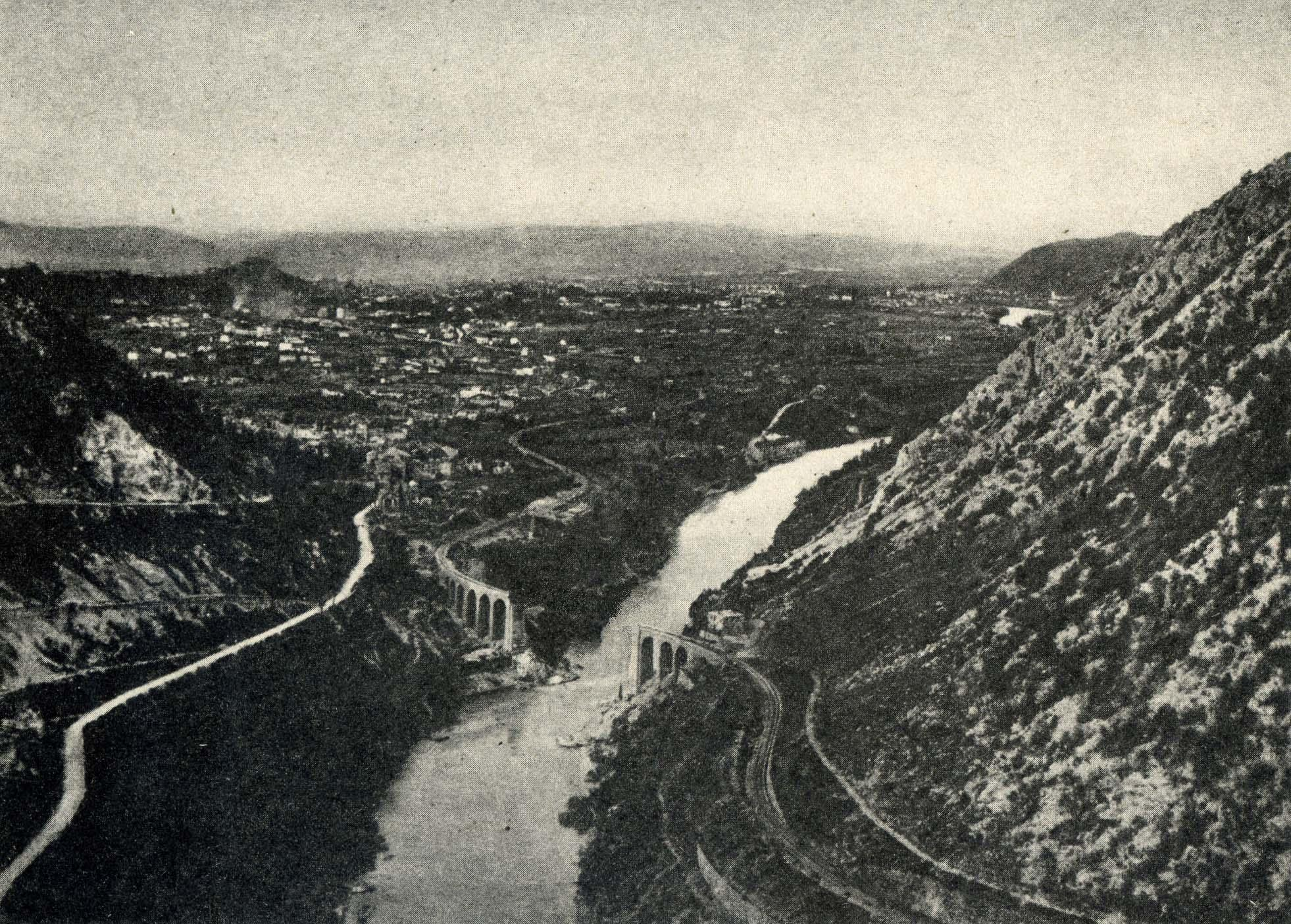
Die gesprengte Brücke

In der Nacht vom 8. zum 9. August 1916 wurde der Hauptbogen der Brücke während der Sechsten Isonzoschlacht durch österreichisch-ungarische Pioniere beim Rückzug mit 930 Kilogramm Ekrasit gesprengt, da befürchtet wurde, sie könne dem italienischen Gegner nützen. Im Mai 1918 wurde der Zugverkehr über eine eiserne Roth-Waagner-Behelfsbrücke wieder aufgenommen.
Nach dem Ersten Weltkrieg kam der südliche Teil der Wocheiner Bahn mit der Salcanobrücke zu Italien. Betreiber der Strecke war nun die Italienische Staatsbahn (FS). 1925–1927 wurde die Brücke – weitgehend nach ursprünglichen Plänen – wieder aufgebaut. Im August 1927 wurde sie wiedereingeweiht.
Im Zweiten Weltkrieg flogen Bomber der Westalliierten am 10. August 1944 einen Angriff auf die Brücke; sie wurde aber nicht getroffen. Am 15. März 1945 erhielt die Brücke einen Treffer, die Bombe explodierte aber nicht. Es entstand nur ein Loch auf der Brückendecke.
Seit 1985 ist die Brücke als Technisches Denkmal unter staatlichen Schutz gestellt.

## Galerie

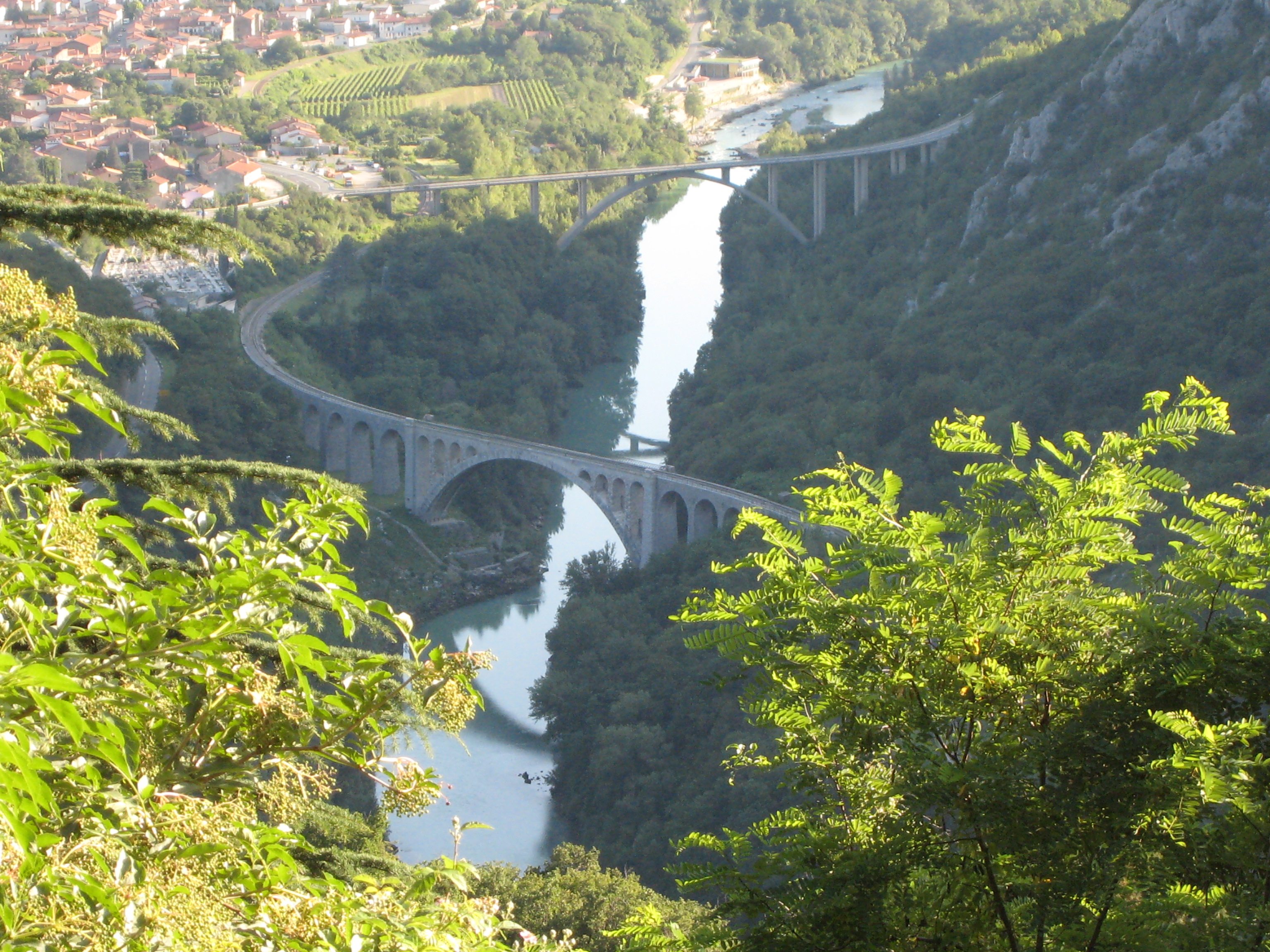
Salcanobrücke in Richtung Nova Gorica gesehen
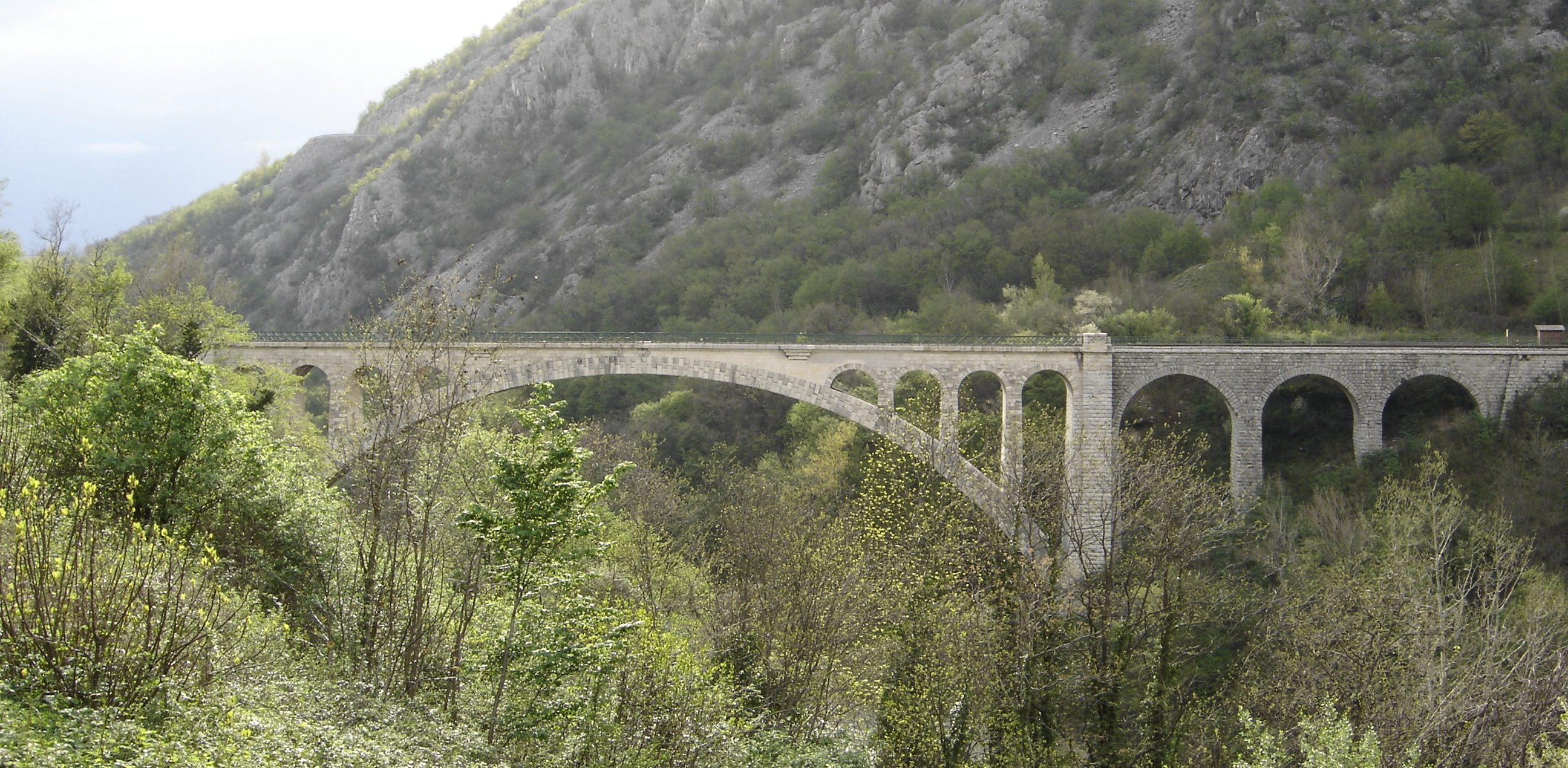